# Johann Friedemann Schneider
Johann Friedemann Schneider (auch: Scheinder; * 12. Dezember 1669 in Kranichfeld; † 15. April 1733 in Halle (Saale)) war ein deutscher Logiker und Jurist.

## Leben
Über Schneiders erste Lebensjahre ist nichts bekannt. 1696 hatte er sich bereits als Magister an der Universität Halle befunden. Er konzentrierte sich auf ein Studium der Rechtswissenschaften und wurde zuvor 1700 Adjunkt an der philosophischen Fakultät. 1703 promovierte er zum Doktor der Rechte, erhielt im selben Jahr eine außerordentliche Professur an der juristischen Fakultät und 1705 eine ordentliche Professur der Logik und Metaphysik. Er erhielt den Titel eines Hofrats und war 1715 sowie 1725 Prorektor der Hallenser Hochschule.

## Familie
Schneider war vier Mal verheiratet gewesen. Die erste Ehe schloss er 1703 mit Hedwig Sophia († 17. Juli 1708), der Tochter des Professors Christoph Cellarius. Seine zweite Ehe ging er am mit Anne Sophia Mock († 18. Dezember 1724) ein. Nach ihrem Tode heiratete 1725 er in dritter Ehe Christine Elisabeth († 19. März 1727), die Tochter des Hallenser Oberpfarrers an der Kirche unser lieben Frauen Johann Georg Franck. Auch diese Ehe währte nicht lang, so dass er in vierter Ehe die Tochter von Münzmeister Halter in Magdeburg heiratete. Außer einer Tochter aus zweiter Ehe, verstarben seine Kinder alle frühzeitig.

## Werkauswahl
1. Processus disputandi. Halle 1718.
2. Fundamenta philosophiae moralis. Halle 1721.
3. Fundamenta philosophiae rationalis. Halle 1708, 1737.
4. Oratio de forma reipublicae literariae. Halle 1726.
5. Disp. De religione experte imperii. Halle 1696.
6. Disp. De domino eminente. Halle 1697.
7. Disp. De legali hypothecae bonorum in bonis parentum.
8. Disp. De norma actuum moralium. Halle 1698.
9. Disp. Icon atheorum. Halle 1698.
10. Disp. Icon Entheorum ex lumine naturali. Halle 1700.
11. Disp. De moderamine inconsultae vocis. Halle 1700.
12. Disp. Princeps monopola. Halle 1700.
13. Disp. Definibus jurisprudentiae naturalis regendis. Halle 1700.
14. Disp. De ordine focminarum equestri. Halle 1701, 1714.
15. Disp. De otiosa morum seientia. Halle 1701.
16. Disp. De morte loco jurisjurandi. Halle 1703.
17. Disp. De brutorum religione. Halle 1702.
18. Disp. De illicita contra principem vitae defensione. Halle 1702.
19. Disp. De jure imaginum. Halle 1703.
20. Disp. De collisione famae & conscientiae. Halle 1704.
21. Disp. De turbatione jurisdictionis. Halle 1704.
22. Disp. Crimine gratiae. Halle 1704.
23. Disp. De testimonio Principis. Halle 1704.
24. Disp. De successione legitimentorum in feudis. Halle 1706.
25. Disp. De promotionibus per salterum. Halle 1706.
26. Disp. De Logica non otiosa. Halle 1707.
27. Disp. De murmuratione praescriptionem impediente. Halle 1704.
28. Disp. De propagatione philosopiae sub contemtu. Halle 1708.
29. Disp. De incompetentia gumentandi methodis veterum ac recentiorum philosophorum. Halle 1706.
30. Disp. De emendatione animae non ab intellectu, sed a voluntate inchoanda. Halle 1711.
31. Disp. De permutatione captivorum. Halle 1713.
32. Disp. De credulitate. Halle 1714.
33. Disp. De jure praeventionis circa venationem. Halle 1715.
34. Disp. De forma reipublicae literariae. Halle 1717.
35. Disp. De Philosophis non negligenda. Halle 1717.
36. Disp. An lachrymae sint fignum triftitiae. Halle 1717.
37. Disp. De philosophia silentii. Halle 1717.
38. Disp. De praejudiciis in jurisprudentia fugendis. Halle 1717.
39. Disp. De variis argumentandi methodis veterum ac recentiorum philosophorum. Halle 1717.
40. Disp. De genuinis philosophiae principiis secundum characteres suos dignoscendis. Halle 1719.
41. Disp. Crimine fidei secundum vera juris nat.& gentium principia. Halle 1720.
42. Disp. De vertutibus intelloctualibus philosophiae rationali vindicandis. Halle 1720.
43. Disp. De domino rei legate ipso jure transeunte. Halle 1720.
44. Disp. De restitutzione brevi manu adversus lapsum fatalium in processu civili. Halle 1721.
45. Disp. De fide perfidis servanda. Halle 1723.
46. Disp. De probanda exceptione fspolii per delationem Juramenti. Halle 1724.
47. Disp. De reconventione clericorum in foro laicorum. Halle 1725.